# Lomba (Benuza)
Lomba (en cabreirés Llomba)  es una pedanía del municipio de Benuza en la comarca tradicional de La Cabrera, en la provincia de León, comunidad autónoma de Castilla y León, en España.

## Geografía
Así describía Pascual Madoz, en la primera mitad del siglo XIX, a La Baña en el tomo X del Diccionario geográfico-estadístico-histórico de España y sus posesiones de Ultramar:

Lugar en la provincia de León (14 leguas), partido judicial de Ponferrada, diócesis de Astorga, abadía de Villafranca, audiencia territorial y capitanía general de Valladolid, ayuntamiento de Sigüeya. Situado en un alto a la orilla izquierda del río Ulber; su clima es frío, pero sano. Tiene unas 80 casas de tierra, cubiertas de paja la mayor parte, distribuidas con algún orden y regularidad; iglesia parroquial (San Pedro) servida por un cura de ingreso y presentación, antes de la abadía que ponía un rector o vicario perpetuo, y buenas aguas potables. Confina Noroeste Sigüeya; Sur Silbán; y Oeste una cordillera de montañas. El terreno es de mediana calidad, casi todo de regadío. Los caminos son comunales, carreteros, y se encuentran en mal estado. Producción: Trigo, centeno, lino, frutas y pastos; cría ganado de todas clases, y alguna caza y pesca. Población: 62 vecinos, 253 almas. Contribución con el ayuntamiento.
Pascual Madoz.

## Demografía
Tiene una población de 75 habitantes (INE 2010).